# 小川夏実
小川 夏実（おがわ なつみ、1990年7月20日 - ）は、日本の声優、舞台女優。埼玉県所沢市出身。プロダクション・タンク所属。

## 略歴
専門学校東京アナウンス学院声優科、テアトル・エコー研修所出身。

## 人物
特技は歌（J-POPや演歌）、創作絵画、紙芝居をそれぞれ挙げている。

## 出演
太字はメインキャラクター。

### テレビアニメ
- スペースバグ（2018年 - 2019年、ミッジ[5]）

### 吹き替え

#### 映画
- ヤング・シャーロック/ピラミッドの謎
- ちびっこギャング コンテスト必勝大作戦!（英語版）

#### ドラマ
- レイブンのウチはチョー大変!

#### アニメ
- ミッキーマウス! クリスマス&ハロウィーンスペシャル
- カンフー・パンダ ザ・シリーズ
- ビー・クール スクービー・ドゥー！（英語版）
- おとぎのもりのゴールディとベア（ジャックB〈ジャスティン・フェルビンガー〉）
- マイリトルポニー〜トモダチは魔法〜（アップルジャック〈アシュリー・ボール〉[6]）※シーズン1 - 2（YouTube版追加録音部分）、シーズン3 -
  - マイリトルポニー〜虹の終わりの町〜（アップルジャック〈アシュリー・ボール〉）
- マイリトルポニー: 新しい世界（アップルジャック〈アシュリー・ボール〉）

### 舞台
- テアトル・エコー研修所「想稿・銀河鉄道の夜」（2013年2月8日 - 10日） - カムパネルラ 役
- 『和』-NAGOMI-Company Vol.5「さいごの国の、はじまりの彩」（2013年11月22日 - 24日、参宮橋シアター トランスミッション） - うさ役
- こぶとり
- 十二人の怒れる男

### その他コンテンツ
- 日本大学芸術学部放送学科 オリジナルドラマ制作「ガラス玉に映る」